# Eleição municipal de Sobral em 2016
A eleição municipal da cidade brasileira de Sobral em 2016 ocorreu em 2 de outubro, com o objetivo de eleger prefeito e vice-prefeito da cidade e membros da Câmara de Vereadores. O incumbente Veveu Arruda, do PT, que terminou seu mandato em 1 de janeiro de 2017, não pôde concorrer à reeleição para um terceiro mandato consecutivo. Quatro candidatos concorreram à prefeitura de Sobral. Ivo Gomes, do PDT, foi eleito com 51,44% dos votos.
Em 2016, a cidade de Sobral contou com um número de 131.395 eleitores, sendo que 91,81% desses foram às urnas escolher seu prefeito e seus vereadores. Para a eleição de prefeito, mais de 93% dos votantes deram votos válidos.

## Candidatos
| Nº | Candidato(a) (em ordem alfabética)       | Partido | Vice-candidato(a)                            | Coligação |
| -- | ---------------------------------------- | ------- | -------------------------------------------- | --- |
| 45 | FranciscoJosé Alves Guimarães            | PSDB    | Francisco Célio Soares de Vasconcelos Júnior | “Um Novo Tempo Para Sobral” PSDB / PTdoB / PSL                                                                         |
| 12 | Ivo Ferreira Gomes                       | PDT     | Christianne Mary Aguiar Coelho (PT)          | “Mais competência, Mais resultados” PDT / PT / PP / DEM / PRTB / PHS / PSB / PV / PPL / PSD / PCdoB / PROS / PSC / PTB |
| 15 | Moses Haendel Melo Rodrigues             | PMDB    | José Sidcley Tavares Ferreira Gomes (SD)     | “Somos Todos Sobral” PMDB / SD / PR / PRB / PTN / PSDC / PMN / PTC                                                     |
| 50 | Maria Jose Nilda de Vasconcelos Oliveira | PSOL    | Marcelino Pereira Vasconcelos                | Partido não coligado                                                                                                   |

Inicialmente, o candidato do PSOL era Edmilson Moreira, presidente do partido em Sobral, que foi posteriormente substituído por Josy Vasconcelos.

## Debates televisionados
| Data       | Organizador(es) | Fransciso Guimarães (PSDB) | Ivo Gomes (PDT) | Moses Rodrigues (PMDB) | Edmilson Moreira (PSOL)        |
| ---------- | --------------- | -------------------------- | --------------- | ---------------------- | ------------------------------ |
| 01/09/2016 | TV Cidade       | Presente                   | Presente        | Presente               | Presente                       |
| 25/09/2016 | TV Verdes Mares | Presente                   | Presente        | Presente               | Ausente/Não era mais candidato |

## Resultados

### Prefeito
| Candidatos a prefeito  | Candidatos a vice-prefeito | Número | Coligação | Votação | Percentual |
| ---------------------- | -------------------------- | ------ | --- | ------- | ---------- |
| Ivo Gomes PDT          | Chistianne Coelho PT       | 12     | Mais competência, Mais resultados (PDT / PT / PP / DEM / PRTB / PHS / PSB / PV / PPL / PSD / PCdoB / PROS / PSC / PTB) | 57.908  | 51,44%     |
| Moses Rodrigues PMDB   | Sidcley Gomes SD           | 15     | Somos Todos Sobral (PMDB / SD / PR / PRB / PTN / PSDC / PMN / PTC)                                                     | 45.204  | 40,16%     |
| Dr. Guimarães PSDB     | Dr. Célio Júnior PSDB      | 45     | Um novo tempo para Sobral (PSDB / PTdoB / PSL)                                                                         | 8.917   | 7,92%      |
| Nilda Vasconcelos PSOL | Marcelino Pereira PSOL     | 50     | PSOL (Sem coligação)                                                                                                   | 535     | 0,48%      |

### Vereadores[5]
| Candidato(a)            | Partido | Votação     | Votação |
| ----------------------- | ------- | ----------- | ------- |
| Candidato(a)            | Partido | Porcentagem | Total   |
| Carlos do Calisto       | PDT     | 2,98%       | 3.351   |
| Itamar Ribeiro          | PDT     | 2,94%       | 3.312   |
| Joaquim Feijão          | PDT     | 2,92%       | 3.281   |
| Fransquinha Do Povo     | PMDB    | 2,77%       | 3.119   |
| Paulão                  | PSD     | 2,56%       | 2.877   |
| Alessandro Linhares     | PDT     | 2,31%       | 2.601   |
| Zezão                   | PMDB    | 2,31%       | 2.595   |
| Dr. Junior Balreira     | PMDB    | 2,08%       | 2.340   |
| Professor Julio         | PDT     | 2,05%       | 2.304   |
| Tiago Ramos             | PMDB    | 2,04%       | 2.296   |
| Ze Vytal                | PMDB    | 1,96%       | 2.202   |
| Rogerio Arruda          | PP      | 1,89%       | 2.122   |
| Adauto Arruda           | PMDB    | 1,87%       | 2.103   |
| Camilo Motos            | PRTB    | 1,81%       | 2.038   |
| Paulo Vasconcelos       | PDT     | 1,49%       | 1.678   |
| Dr. Estevao             | PP      | 1,47%       | 1.658   |
| Professor Cleiton Prado | PSL     | 1,41%       | 1.583   |